# Mesus pseudogigas
Mesus pseudogigas is een keversoort uit de familie van de loopkevers (Carabidae). De wetenschappelijke naam van de soort is voor het eerst geldig gepubliceerd in 2004 door Vieira & Bello.